# القلقالة
تقع القلقالة داخل مشروع الجزيرة على بعد 3 كيلومترات غرب النيل الأزرق وتتبع إدارياً لـ ولاية الجزيرة - محلية الكاملين وعلى بعد 80 كيلومتر جنوب الخرطوم تبلغ مساحة القلقالة حوالي 1 كيلومتر مربع تقريباً.

## أصل التسمية
سميت القلقالة بهذا الاسم لكثرة التنقل والحركة منها وإليها، وهو اسم مأخوذ من فصيح اللغة العربية ، ففي لسان العرب: قلقل الشيء قلقلة وقلقالا أي حركه فتحرك، والاسم القلقال؛ وقال اللحياني: قلقل في الأرض قلقلة وقلقالا ضرب فيها، والقلقل والقلاقل: الخفيف في السفر المعوان السريع التقلقل، ورجل قلقال: صاحب أسفار.

## المناخ
يسود القلقالة المناخ المداري الحار والممطر في الصيف كغيرها من مناطق ولاية الجزيرة ، حيث تبلغ درجة الحرارة أوجها في الشهور ابريل / تموز ومايو / أيار ويونيو / حزيران ويبلغ أعلى متوسط لها 40 درجة مئوية في مايو / أيار، والأدنى 14 درجة مئوية في يناير / كانون الثاني. ويبدأ الموسم المطير في مايو / أيار ويستمر حتى أكتوبر / تشرين الأول. تصل تساقطات الأمطار أقصى معدل لها في أغسطس / آب حوالي 12 مليمتراً.